# Generalne Gubernatorstwo Lubelskie
Generalne Gubernatorstwo Wojskowe w Polsce (niem. Militärgeneralgouvernement in Polen, Militärgeneralgouvernement Lublin) – austro-węgierska okupacyjna jednostka administracyjna w Królestwie Polskim (Kongresowym), działająca od 1 września 1915 r. do 3 listopada 1918 r.
W wyniku ofensywy państw centralnych, przeprowadzonej w okresie od maja do sierpnia 1915 r. całe terytorium Królestwa Polskiego znalazło się pod okupacją Niemiec i Austro-Węgier. Siedzibą Generalnego Gubernatorstwa Wojskowego w Polsce były początkowo Kielce, a od 1 października – Lublin. Generalne Gubernatorstwo Wojskowe podporządkowane było bezpośrednio Naczelnej Komendzie Armii Austro-Węgier. Obszar Generalnego Gubernatorstwa Wojskowego obejmował gubernie lubelską, kielecką, radomską i część piotrkowskiej oraz – jako enklawę na obszarze okupacji niemieckiej – Jasną Górę.
Od listopada 1916 r. na terenie Generalnych Gubernatorstw Lubelskiego i Warszawskiego rozpoczęto organizowanie zależnego od Niemiec i Austro-Węgier Królestwa Polskiego. W 1917 r. administracja polska przejęła od władz okupacyjnych sądownictwo (1 września) oraz szkolnictwo (1 października).

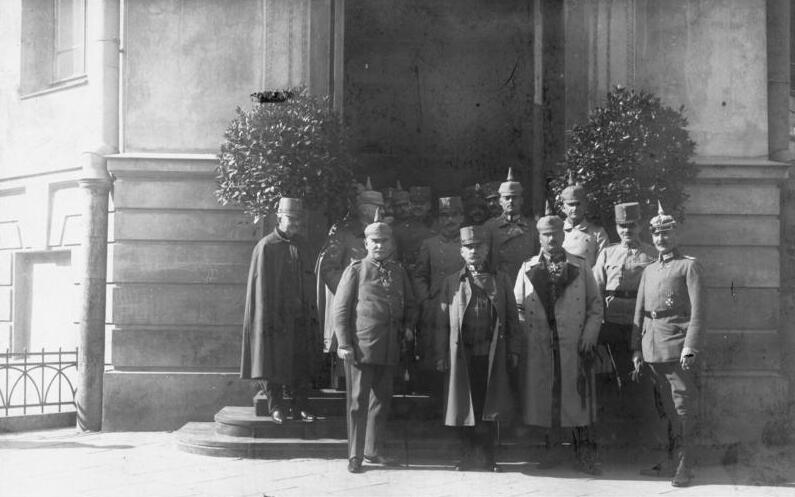
Wizyta warszawskiego gubernatora generalnego von Beselera 13 grudnia 1916 r. w Lublinie, drugi od lewej austro-węgierski gubernator generalny w Lublinie Karl Kuk

## Generalni gubernatorzy lubelscy
- gen. mjr Erich von Diller (17 sierpnia 1915 – maj 1916) – oryg. Generałgubernator dla Polski[1]
- gen. artylerii Karl Kuk (maj 1916 – kwiecień 1917),
- gen. mjr Stanisław Szeptycki (26 kwietnia 1917 – 19 lutego 1918)
- gen. piechoty Anton Lipoščak (marzec 1918 – listopad 1918)

## Polacy w strukturach Gubernatorstwa
We władzach okupacyjnych pełniło służbę wielu Polaków, oficerów cesarskiej i królewskiej Armii, m.in.:
- generał Wiktor Grzesicki – zastępca generalngo gubernatora (VII 1916 – I 1917),
- major Józef Rybak – zastępca szefa sztabu generalngo gubernatora (od 1 sierpnia 1917 r.)
- pułkownik Eugeniusz Dąbrowiecki – komendant obwodowy w Końskich (od IX 1915), we Włodzimierzu Wołyńskim (od XI 1915) i w Radomsku (od VI 1917)
- generał Stanisław Napoleon Ursyn-Pruszyński – komendant obwodowy w Zamościu i zastępca generała-gubernatora w Lublinie (I-VI 1918)
- starszy lekarz sztabowy 1 klasy Henryk Rump – szef sanitarny Generalnego-Gubernatorstwa Lubelskiego (1916–1917)
- generał starszy lekarz Aleksander Majewski – szef sanitarny Generalnego-Gubernatorstwa Lubelskiego (VIII – XI 1918)
- dr Jerzy Madeyski – Szef Krajowego Komisariatu Cywilnego (4 VIII 1916 – 19 II 1918)
- pułkownik/generał major Tadeusz Wiktor – komendant okręgowy w Opocznie (VI 1915 – V 1917) i Piotrkowie (VII 1917 – XI 1918)
- pułkownik Julian Jan Fischer-Drauenegg – komendant obwodowy w Zamościu (1915–1918)
- podpułkownik Medard Obertyński – c. i k. komendant powiatu w Lublinie (do 8 III 1918)
- podpułkownik Adam Rozwadowski – c. i k. komendant powiatu w Puławach i Krasnymstawie
- pułkownik Antoni Zawadzki – c. i k. komendant obwodowy w Lubartowie i Puławach

## Kalendarium wydarzeń politycznych
- 24 sierpnia 1915 – utworzenie Generalnego Gubernatorstwa Warszawskiego
- 1 września 1915 – utworzenie Generalnego Gubernatorstwa Wojskowego w Kielcach[2]
- 21 listopada 1915 – rozwiązanie trybunału lubelskiego przez władze okupacyjne
- 1 października 1916 – nadanie ordynacji miejskiej Kielcom, Lublinowi, Piotrkowowi i Radomiowi
- 5 listopada 1916 – proklamacja cesarza niemieckiego oraz cesarza Austrii i króla Węgier zapowiadająca utworzenie Królestwa Polskiego
- 6 grudnia 1916 – powołanie przez generał-gubernatorów warszawskiego i lubelskiego Tymczasowej Rady Stanu
- 21 grudnia 1916 – wydanie przez Generalne Gubernatorstwo Wojskowe zakazu publikacji prasowych dotyczących działalności Józefa Piłsudskiego jako organizatora i dowódcy legionów polskich
- 10 kwietnia 1917 – przekazanie przez Austro-Węgry zwierzchnictwa nad Legionami Polskimi niemieckim władzom okupacyjnym oraz utworzenie Polskiej Siły Zbrojnej
- 30 czerwca 1917 – nadanie ordynacji miejskiej Dąbrowie
- 12 września 1917 – wydanie przez generał-gubernatorów warszawskiego i lubelskiego patentu w sprawie władzy państwowej w Królestwie Polskim
- 29 września 1917 – ustanowienie samorządu powiatowego
- 1 marca 1918 – nadanie ordynacji miejskiej Noworadomsku
- 19 lutego 1918 – dymisja generalnego gubernatora lubelskiego gen. Stanisława Szeptyckiego
- 22 października 1918 – przekazanie Radzie Regencyjnej władzy w Generalnym Gubernatorstwie Lubelskim
- 3 listopada 1918 – zakończenie działalności Generalnego Gubernatorstwa Wojskowego w Polsce